# Bludenzer Tage zeitgemäßer Musik
Le Bludenzer Tage zeitgemäßer Musik est un festival international de musique contemporaine qui se déroule à Bludenz, en Autriche, depuis 1988. Au cours de ses trois décennies d’existence, environ 200 premières mondiales et de nombreuses pièces ont été commandées dans le cadre du festival et son édition 2021 suivra cette tradition en mettant à l'honneur des compositions autrichiennes comme internationales.
L'objectif du festival qui se déroule au mois d'octobre, est de rendre la musique classique accessible au plus grand nombre dans la ville de Bludenz. Le festival se déroule dans le centre culturel, la remise, qui est dans le centre de la ville. 
Georg Friedrich Haas, Wolfram Schurig et Alexander Moosbrugger ont été directeurs artistiques du festival, et en 2018, à l'occasion de son trentième anniversaire, ils ont accepté de composer de nouvelles pièces.  La compositrice italienne Clara Iannotta est responsable du programme depuis 2014.

## Liens
- Site officiel du festival